# Vincenzo Ranuzzi
Vincenzo Ranuzzi (né le 1er octobre 1726 à Bologne, en Émilie-Romagne, alors dans les États pontificaux, et mort le 27 octobre 1800 à Ancône) est un cardinal italien du XVIIIe siècle .

## Biographie
En 1775, Vincenzo Ranuzzi est nommé archevêque titulaire de Tyr et est consacré le 17 septembre de la même année par Carlo Vittorio Amedeo delle Lanze avec comme co-consécrateurs Nicolas-Xavier Santamarie et Giuseppe Aluffi. Il devient nonce apostolique dans la république de Venise puis au Portugal (en) en 1782.
Il est nommé évêque d'Ancône et Humana en 1785. Le pape Pie VI le crée cardinal au consistoire du 14 février 1785, mais le cardinal Ranuzzi ne participe pas au conclave de 1799-1800. 

## Succession apostolique
Vincenzo Ranuzzi a ordonné les évêques suivants :
- Évêque Angelin Geiselmayer (de), O.C.D. (1786)